# Markiwka (hromada Biłyky)
Markiwka (ukr. Марківка) – wieś na Ukrainie, w obwodzie połtawskim, w rejonie połtawskim, w hromadzie Biłyky. W 2001 liczyła 487 mieszkańców, spośród których 473 wskazało jako ojczysty język ukraiński, 6 rosyjski, a 8 mołdawski.